# 1911 Revolution
1911 Revolution (Originaltitel: chinesisch 辛亥革命, Pinyin Xīnhài Gémìng) ist ein chinesischer Kriegsfilm  von Jackie Chan und Zhang Li aus dem Jahr 2011, basierend auf den Geschehnissen der Xinhai-Revolution. Erscheinungsdatum für die USA war der 7. Oktober 2011. In Deutschland erschien der Film am 24. Februar 2012 auf DVD und Blu-ray.

## Handlung
Anfang des 20. Jahrhunderts: Das Kaiserreich China ist zersplittert und wird vom 7-Jährigen Puyi bzw. von seiner Mutter regiert. Die Bürger sind in Not und sehnen ein nahes Ende der 250-jährigen Qing-Dynastie herbei. Als Huang Xing aus Japan zurückkehrt, schließt er sich dem Revolutionsführer Sun Yat-sen an, um die Dynastie zu stürzen.

## Kritik
Laut Rotten Tomatoes wird der Film 1911 Revolution aktuell mit 8 % positiven Kritiken und einer Durchschnittsbewertung von 4/10 negativ bewertet.

## Auszeichnungen
Hundred Flowers Awards 2012
- Gewinner: Beste Nebendarstellerin für Ning Jing
- Gewinner: Bester Nebendarsteller für Sun Chun
- 3ter Platz: Bester Film
- Nominierung: Beste Regie für Jackie Chan und Zhang Li
- Nominierung: Bestes Drehbuch für Wang Xindong und Chen Baoguang
- Nominierung: Bester Schauspieler für Winston Chao
- Nominierung: Beste Schauspielerin für Li BingBing
- Nominierung: Bester New-Performer für Ge Hu

Shanghai Film Critics Awards 2012
- Nominierung: Film of Merit

Changchun Film Festival 2013
- Gewinner: Bester Film

Huabiao Film Awards 2013
- Gewinner: Bester Film

## Nachweise
1. ↑   Freigabebescheinigung für 1911 Revolution. Freiwillige Selbstkontrolle der Filmwirtschaft, Januar 2012 (PDF; Prüfnummer: 131 089 V).
2. ↑  Die FSK-Freigabe „ab 16“ der DVD/BD bezieht sich auf das Bonusmaterial (Trailer etc.), der Film selbst hat eine Freigabe „ab 12“.
3. ↑  1911. In: Rotten Tomatoes. Fandango, abgerufen am 18. Februar 2022 (englisch).